# Hany Shaker
Hany Shaker (del árabe: Hani Shaker ‘هانى شاكر’), (El Cairo,  21 de diciembre de 1952). Es un cantante, actor y compositor egipcio cuya primera aparición pública fue como integrante del grupo coral del cantante Abdel Halim Hafez en la canción "Sora". También protagonizó en 1966 la película biográfica del cantante Sayed Darwish interpretando el papel de este personaje en su juventud.

## Biografía
Hany Abdel Aziz Mostafa Shaker, nació en El Cairo, Egipto en el año 1952, comenzando su carrera musical a una edad muy temprana, aprendió piano durante su niñez bajo la tutela de su madre, quien asumió un papel importante en la formación y supervisión de la carrera musical de su hijo. Luego de graduarse de la escuela secundaria a principios de la década de 1970, inició sus estudios formales de música en el prestigioso conservatorio de El Cairo.
Hany, obtuvo su primer gran éxito en su segundo año de universidad durante diciembre de 1972 interpretando una canción compuesta por Mohammed Al Mougui, llamada "Heloua ya Dounia" (Dulce mundo). Las leyendas más grandes de la canción como, Umm Kalzum , Farid Al Atrash , Mohammad Abdel Wahab y Abdel Halim Hafez, reconocieron rápidamente el potencia del joven Hany Shaker, dándole su apoyo e incentivo en sus inicios, pero de las máximas estrellas de la canción árabe se destaca el padrinazgo de quien Hany, considera su mentor y máxima influencia, el cantante Abdel Halim Hafez, el cual fuera una inspiración para los jóvenes músicos egipcios y árabes, incluso hasta después de su muerte en 1977.
En 1974, Hany participó como invitado de un concierto en el Líbano el cual resultó un gran éxito, consolidándose en ese momento como un nuevo referente de la canción árabe ante el púbico libanés.
Desde entonces, Hany produjo varios de sus primeros éxitos "Siboni Aheb" (Déjame amar), "Kisma w'nasib" (Destino y destino) y uno de sus más populares "Kida Bardo Ya Amar" (No es justo, oh Luna "). Durante la década de 1970, Hany presentó dos famosas obras de teatro "Cenicienta" y "Egipto", y tres películas románticas "Cuando el amor canta", "Vivimos por amor" y "Amo esto y quiero aquello".
En el transcurso de su larga y exitosa carrera, Shaker ha demostrado a su público que no solo es un cantante talentoso sino también compositor de su propio repertorio, incluido el álbum completo llamado, "Albi Maloh", que incluyó 8 éxitos a principios de la década de 1990, y canciones como "Ma'ak" y "Katabetli essenin", además de trabajar con varios compositores legendarios como Salah El Sharnoubi, Tarik Akif, Yehia Al Mougui, Mohamed Sultan, Baligh Hamdi , Mohammed Al Mougui, Khaled Al Amir, Mounir Mourad, Elias Rahbani, Ammar El Sherei, Mohamed Diya' al-Din, Sami Al Hefnawi, Hassan Abu El Seoud y Ahmed Shata.

### Actualidad
A pesar de su amor por la música tradicional egipcia y el (Tarab), Hany también disfruta de las canciones modernas que reflejan a la sociedad contemporánea. Su estilo musical es considerado como un punto intermedio entre la tradición y la modernidad. Desde el año 1974 al 2016 tiene en su haber 19 discos editados sumados a las canciones simples y videoclips.
A finales de la década de 1980 y durante la década de 1990, Hany Shaker comenzó a actuar en sus propios videoclips, entre ellos: "Lao Ya'ni", "Nesyanak Sa'b", "Mat Hadidish", "Albi Maloh" y muchos otros.
Hany Shaker, además desde el 28 de julio de 2015 se desempeñó en varias oportunidades como presidente del sindicatos de músicos de Egipto. Estando involucrado en algunos escándalos y prohibiciones de espectáculos musicales que, según a su criterio, van en contra de los valores morales del pueblo egipcio. El último de ellos fue promover la prohibición del género Mahraganat (Música electrónica egipcia). Estas actitudes "elitistas" le valieron tanto elogios como fuertes críticas por su postura represora de las expresiones populares más marginales y alejadas de los círculos conservadores de Egipto.

## Filmografía
- 1966 Sayed Darwish (Película biográfica)
- 1969 Para un puñado de niños
- 1973 When Love Sings
- 1974 Aisheen Lel Hob
- 1975 I Love This, I Want That
- 1977 Magic Lamp
- 1981 Matchmaker
- 1983 Los ojos no ven el amor (Televisión)
- 2018 Habib Allah 3 (Televisión)[10]